# Ликвидност
Ликвидност (на английски: liquidity; на немски: Liquidität; на френски: liquidité, от латинската liquidus: „течен“, т.е. буквално означава „втечнимост“) е финансово-счетоводен и правен термин.
Във финансово-счетоводен смисъл негови синоними са обращаемост и реализуемост и значението му е на способността на даден актив да бъде максимално бързо обменен и превърнат в парични средства при минимум загуби.
В българското облигационно право ликвидно е това вземане, което е безспорно по основание и размер.

## Ликвидност на пазарите
Ликвидността на даден пазар е едно от най-важните му качества, благодарение на които той е определим като повече или по-малко рисков.
Ликвидността на даден пазар се изразява в способността на инвеститорите да търгуват големи обеми без забавяне, така че той (пазарът) да бъде минимално повлиян. Колкото даден пазар е по-ликвиден, толкова трансакциите на участниците в него са по-бързи, по-ефективни, по-малко оскъпени и не предизвикват сътресения на пазара.
Пример: На пазара на ценни книжа в Алфаландия се извършва сделка по покупко-продажба. Продавачът дълго време е търсил купувач, поради което таксата за посредничество се е повишила. Купувачът знае това и преговаря за смъкване на цената. Продавачът отстъпва, защото спешно се нуждае от парични средства, а това е единствената му оферта. При извършване на трансакцията пазарът в Алфаландия е чувствително повлиян. Извод – пазарът за ценни книжа в Алфаландия има ниска степен на ликвидност.

## Диспозитивна и структурна ликвидност
Концептуалната рамка, отнасяща се до ликвидността се определя от две концепции. Първата от тях очертава диспозитивната ликвидност и най-общо е свързана с „наличието на парични средства в близкото бъдеще, като се вземат предвид финансовите ангажименти през този период.“ В подкрепа на тази теза за зависимост „степен на ликвидност – степен на покриване на задълженията“ е дефиницията, дадена от авторите В. Касърова и Р. Димитрова, според която ликвидността, наричана още „текуща платежоспособност“ определя възможността за плащане на сметките и фактически е един от показателите за банкрут. В тази насока е посоченото от G. Hawawini и C. Viallet, че фирма, която не може да плаща на кредиторите си – банкери и доставчици – е фактически фалирала. Съществуват редица автори (Безбородова, В. Ковалев и Вит. Кавалев), които посочват, че ликвидността на предприятието предполага наличие на оборотни средства в размер, теоретически достатъчен за покриване на краткосрочните задължения, дори и с нарушение на сроковете за погасяване, предвидени в договорите. В тази връзка се посочва, че фирмената ликвидност – това е условно понятие, характеризиращо потенциалната способност на фирмата в бъдеще да изплати своите задължения.
Р. Иванова и Л. Тодоров свързват ликвидността на дадено предприятие със способността да покрива текущите си задължения с парични средства и други бързоликвидни активи. Следва да се посочи, че на пръв поглед това становище съдържа в себе си ограничителното условие „бързоликвидни“. Същевременно то подчертава, че това дали дадено предприятие ще съумее да покрие текущите си задължения зависи именно от степента на бързината от трансформирането на един актив в пари. Може да се твърди, че посоченото становище е междинно между концепцията, съпоставяща текущите активи с текущите задължения и тази, която свързва ликвидността с притежаването на парични средства и други ликвидни активи, които ще се трансформират в пари.
Втората концепция, която характеризира ликвидността се свързва с цикъла на оборотния капитал. Редица автори (Hermanson, Edwards и Salmanson, Бернстайн, Хелферт, Бочаров) уточняват, че ликвидността е свързана с притежаването на парични средства и други активи, които ще се трансформират в пари. Н. Костова посочва, че тази ликвидност (изразяваща възможността на активите да се превръщат в пари) е позната като абсолютна или структурна.
Нетната ликвидност (Нетен оборотен капитал) на даден стопански субект е размерът на краткотрайните му активи намален със стойността на краткотрайните му пасиви. М.Тимчев разглежда ликвидността като ключов обект на финансово-счетоводния анализ. Той представя модели за анализ на показателите за ликвидност. М.Тимчев предлага някои нетрадиционни показатели за анализ на ликвидността. Тимчев включва показателите за анализ на ликвидността като елемент на системи за клъстерен и рейтингов анализ на финансовото състояние на компанията (М.Тимчев, Финансово-стопански анализ, 1999, 2011 и др.).

## Активи според степента на тяхната ликвидност

### Обективна ликвидност
В баланса активите са подредени според ликвидността си, във възходящ ред.

### Субективна ликвидност
Подреждането в баланса следва счетоводните стандарти, които взимат под внимание ликвидността на активите по принцип. Разбира се, ликвидността е строго индивидуална за всеки един актив. Дадена сграда, която е част от дълготрайните материални активи на предприятието, би могла да бъде по-ликвидна, отколкото дадени ценни книжа, част от краткотрайните активи, за които ценни книжа обаче пазарната ситуация е неблагоприятна.

## Ликвидност на банките
Ликвидността на банките представлява способността им във всеки един момент без забава да могат да изпълняват ежедневните си задължения, както в нормална банкова среда, така и в условията на криза. Надзорът по ликвидността на банките се осъществява от Централната банка посредством компютърни информационни системи за наблюдаване на ликвидността.

## Коефициенти на ликвидност
Коефициентите на ликвидност са показатели за финансово-счетоводен анализ на годишните счетоводни отчети на дадена стопанска единица. Те представляват количествени характеристики на способността на предприятието да изплаща текущите си задължения с краткотрайни активи. Данните за изчисляване на коефициентите на ликвидност се взимат от счетоводния баланс.

### Пресмятане
- Коефициент на обща ликвидност

Съотношението между сумата на краткотрайните активи и сумата на краткосрочните задължения.
Коефициент на обща ликвидност = (краткотрайни активи) / (краткосрочни задължения)
- Коефициент на бърза ликвидност

Коефициент на бърза ликвидност = (краткосрочни вземания + краткосрочни инвестиции + парични средства) / (краткосрочни задължения)
- Коефициент на незабавна ликвидност

Коефициент на незабавна ликвидност = (краткосрочни инвестиции + парични средства) / (текущи задължения)
- Коефициент на абсолютна ликвидност

Коефициент на абсолютна ликвидност = (парични средства) / (текущи задължения)
- Коефициент на кризисна ликвидност[14]

Коефициент на кризисна ликвидност (crisis liquidity ratio – CLR) = (краткотрайни активи – вземания) / (текущи задължения)
- Коефициент на ликвидните активи на банките

Съотношение между сумата на ликвидните активи (парични средства и краткосрочни ценни книжа) и сумата на депозитите и другите задължения на банката.
- Коефициенти за ликвидност по падежни интервали на банките

Съотношението, от една страна, между входящия паричен поток за съответния падежен интервал плюс излишъка на нетния паричен поток от предходния интервал, и, от друга, депозитите и другите задължения на банката (изходящ паричен поток) за същия падежен интервал.

### Тълкуване
При определянето на допустими стойности следва да се вземат под внимание редица обстоятелства, а именно:
- счетоводната методика, въз основа на която са изработени годишните отчети (счетоводни стандарти, счетоводна политика);
- вид дейност на предприятието;
- сравнение за даден период с други, сходни по вид дейност и размер предприятия;
- сравнение за няколко периода;
- други специфични за дейността фактори.

Само̀ за себе си тълкуването на тези коефициентите има доста ограничен характер. Необходим е по-задълбочен анализ, за да се направят изводи и да се определят трайни тенденции с цел взимане на решения относно управлението на наличните парични средства.